# Elecciones presidenciales de Estados Unidos de 1996 en California
Las elecciones presidenciales de Estados Unidos en California de 1996 fueron las elecciones presidenciales de Estados Unidos de 1996 en el estado de California.  Los californianos votaron por el incumbete demócrata, Bill Clinton, ganando por un margen de doble dígito contra el Republicano, senador de Kansas Bob Dole.

## Resultados
| Elecciones presidenciales de Estados Unidos en California de 1996 | Elecciones presidenciales de Estados Unidos en California de 1996 | Elecciones presidenciales de Estados Unidos en California de 1996 | Elecciones presidenciales de Estados Unidos en California de 1996 | Elecciones presidenciales de Estados Unidos en California de 1996 | Elecciones presidenciales de Estados Unidos en California de 1996 |
| Partido                                                           | Partido                                                           | Candidato                                                         | Votos                                                             | Porcentaje                                                        | Votos electorales                                                 |
| ----------------------------------------------------------------- | ----------------------------------------------------------------- | ----------------------------------------------------------------- | ----------------------------------------------------------------- | ----------------------------------------------------------------- | ----------------------------------------------------------------- |
|                                                                   | Democrático                                                       | Bill Clinton (incumbente)                                         | 5,119,835                                                         | 51.10%                                                            | 54                                                                |
|                                                                   | Republicano                                                       | Bob Dole                                                          | 3,828,380                                                         | 38.21%                                                            | 0                                                                 |
|                                                                   | Reforma                                                           | Ross Perot                                                        | 697,847                                                           | 6.96%                                                             | 0                                                                 |
|                                                                   | Verde                                                             | Ralph Nader                                                       | 237,016                                                           | 2.37%                                                             | 0                                                                 |
|                                                                   | Libertario                                                        | Harry Browne                                                      | 73,600                                                            | 0.73%                                                             | 0                                                                 |
|                                                                   | Paz y Libertad                                                    | Marsha Feinland                                                   | 25,332                                                            | 0.25%                                                             | 0                                                                 |
|                                                                   | Americano Independiente                                           | Howard Phillips                                                   | 21,202                                                            | 0.21%                                                             | 0                                                                 |
|                                                                   | Ley Natural                                                       | John Hagelin                                                      | 15,403                                                            | 0.15%                                                             | 0                                                                 |
|                                                                   | Sin partido                                                       | Charles Collins (write-in)                                        | 765                                                               | 0.01%                                                             | 0                                                                 |
|                                                                   | Sin partido                                                       | James Harris (write-in)                                           | 77                                                                | 0.00%                                                             | 0                                                                 |
|                                                                   | Sin partido                                                       | Joel Neuberg (write-in)                                           | 13                                                                | 0.00%                                                             | 0                                                                 |
|                                                                   | Sin partido                                                       | Willie Carter (write-in)                                          | 12                                                                | 0.00%                                                             | 0                                                                 |
|                                                                   | Sin partido                                                       | Isabell Masters (write-in)                                        | 2                                                                 | 0.00%                                                             | 0                                                                 |
| Inválido o votos en blanco                                        | Inválido o votos en blanco                                        | Inválido o votos en blanco                                        | 242,155                                                           | 2.36%                                                             | —                                                                 |
| Total                                                             | Total                                                             | Total                                                             | 10,261,639                                                        | 100.0%                                                            | 54                                                                |
| Total de votantes                                                 | Total de votantes                                                 | Total de votantes                                                 | 65.53%                                                            | 65.53%                                                            | —                                                                 |

## Resultado por condados
| Condado         | Clinton | Votos     | Dole   | Votos   | Perot  | Votos   | Nader  | Votos  | Otros | Votos  |
| --------------- | ------- | --------- | ------ | ------- | ------ | ------- | ------ | ------ | ----- | ------ |
| San Francisco   | 72.24%  | 209,777   | 15.66% | 45,479  | 3.33%  | 9,659   | 7.39%  | 21,471 | 1.38% | 3,999  |
| Alameda         | 65.77%  | 303,903   | 23.07% | 106,581 | 5.25%  | 24,270  | 4.42%  | 20,432 | 1.48% | 6,858  |
| San Mateo       | 60.55%  | 152,304   | 29.22% | 73,508  | 5.98%  | 15,047  | 2.92%  | 7,336  | 1.33% | 3,337  |
| Los Ángeles     | 59.34%  | 1,430,629 | 30.96% | 746,544 | 6.54%  | 157,752 | 1.91%  | 45,977 | 1.25% | 30,112 |
| Marin           | 58.04%  | 67,406    | 28.17% | 32,714  | 5.65%  | 6,559   | 6.34%  | 7,360  | 1.81% | 2,101  |
| Yolo            | 56.88%  | 33,033    | 32.38% | 18,807  | 5.42%  | 3,150   | 4.09%  | 2,377  | 1.23% | 712    |
| Santa Clara     | 56.88%  | 297,639   | 32.16% | 168,291 | 6.67%  | 34,908  | 2.35%  | 12,312 | 1.94% | 10,141 |
| Santa Cruz      | 56.52%  | 58,250    | 26.94% | 27,766  | 6.36%  | 6,555   | 7.57%  | 7,803  | 2.61% | 2,688  |
| Contra Costa    | 55.73%  | 196,512   | 35.15% | 123,954 | 5.79%  | 20,416  | 2.08%  | 7,334  | 1.24% | 4,386  |
| Sonoma          | 55.57%  | 100,738   | 29.54% | 53,555  | 7.65%  | 13,862  | 5.27%  | 9,547  | 1.98% | 3,595  |
| Imperial        | 55.27%  | 14,591    | 36.76% | 9,705   | 6.73%  | 1,778   | 0.58%  | 154    | 0.65% | 172    |
| Solano          | 55.12%  | 64,644    | 34.74% | 40,742  | 7.40%  | 8,682   | 1.59%  | 1,868  | 1.15% | 1,343  |
| Monterey        | 53.15%  | 57,700    | 36.66% | 39,794  | 6.67%  | 7,240   | 2.20%  | 2,391  | 1.32% | 1,433  |
| Napa            | 50.89%  | 24,588    | 36.09% | 17,439  | 8.80%  | 4,254   | 2.57%  | 1,242  | 1.65% | 796    |
| San Benito      | 50.55%  | 7,030     | 38.72% | 5,384   | 7.51%  | 1,044   | 1.70%  | 236    | 1.52% | 212    |
| Sacramento      | 49.83%  | 203,019   | 40.76% | 166,049 | 5.86%  | 23,856  | 2.24%  | 9,142  | 1.31% | 5,348  |
| Lake            | 48.90%  | 10,432    | 34.96% | 7,458   | 11.90% | 2,539   | 2.73%  | 583    | 1.51% | 323    |
| Santa Bárbara   | 46.87%  | 70,650    | 42.40% | 63,915  | 6.27%  | 9,457   | 3.17%  | 4,774  | 1.29% | 1,949  |
| Merced          | 46.41%  | 21,786    | 44.41% | 20,847  | 7.30%  | 3,427   | 0.98%  | 462    | 0.89% | 416    |
| San Joaquín     | 46.34%  | 67,253    | 44.87% | 65,131  | 6.68%  | 9,692   | 1.03%  | 1,501  | 1.08% | 1,563  |
| Stanislaus      | 45.93%  | 53,738    | 44.79% | 52,403  | 7.14%  | 8,360   | 1.00%  | 1,172  | 1.14% | 1,334  |
| Mendocino       | 45.74%  | 14,952    | 29.87% | 9,765   | 11.27% | 3,685   | 11.04% | 3,608  | 2.09% | 682    |
| Fresno          | 45.32%  | 94,448    | 47.42% | 98,813  | 5.26%  | 10,962  | 1.21%  | 2,523  | 0.79% | 1,647  |
| San Bernardino  | 44.36%  | 183,372   | 43.58% | 180,135 | 9.51%  | 39,330  | 1.25%  | 5,150  | 1.30% | 5,368  |
| Humboldt        | 44.17%  | 24,628    | 35.52% | 19,803  | 10.42% | 5,811   | 8.34%  | 4,651  | 1.55% | 864    |
| San Diego       | 44.11%  | 389,964   | 45.57% | 402,876 | 7.13%  | 63,037  | 1.79%  | 15,858 | 1.40% | 12,416 |
| Ventura         | 44.10%  | 110,772   | 43.47% | 109,202 | 9.18%  | 23,054  | 1.88%  | 4,732  | 1.37% | 3,434  |
| Kings           | 43.59%  | 11,254    | 47.91% | 12,368  | 6.76%  | 1,745   | 0.79%  | 205    | 0.94% | 243    |
| Riverside       | 43.05%  | 168,579   | 45.61% | 178,611 | 9.06%  | 35,481  | 1.23%  | 4,814  | 1.05% | 4,128  |
| Alpine          | 42.02%  | 258       | 43.00% | 264     | 10.26% | 63      | 3.09%  | 19     | 1.63% | 10     |
| Del Norte       | 41.08%  | 3,652     | 41.29% | 3,670   | 13.78% | 1,225   | 2.24%  | 199    | 1.61% | 143    |
| Tuolumne        | 40.73%  | 8,950     | 47.27% | 10,386  | 8.76%  | 1,925   | 1.94%  | 427    | 1.29% | 284    |
| Amador          | 40.60%  | 5,868     | 47.54% | 6,870   | 8.77%  | 1,267   | 1.83%  | 264    | 1.27% | 183    |
| San Luis Obispo | 40.19%  | 40,395    | 46.50% | 46,733  | 8.16%  | 8,204   | 3.83%  | 3,854  | 1.31% | 1,314  |
| Calaveras       | 6646    | 38.63%    | 48.12% | 8,279   | 9.37%  | 1,612   | 1.96%  | 338    | 1.92% | 331    |
| Mono            | 38.62%  | 1,580     | 46.00% | 1,882   | 10.93% | 447     | 2.35%  | 96     | 2.10% | 86     |
| Butte           | 38.53%  | 30,651    | 48.98% | 38,961  | 8.04%  | 6,393   | 3.03%  | 2,409  | 1.43% | 1,136  |
| Siskiyou        | 38.39%  | 7,022     | 47.30% | 8,653   | 10.27% | 1,879   | 2.03%  | 372    | 2.01% | 367    |
| Tulare          | 38.06%  | 32,669    | 53.90% | 46,272  | 5.95%  | 5,106   | 0.86%  | 737    | 1.24% | 1,062  |
| Orange          | 37.88%  | 327,485   | 51.67% | 446,717 | 7.66%  | 66,195  | 1.37%  | 11,842 | 1.43% | 12,337 |
| Yuba            | 37.42%  | 5,789     | 51.53% | 7,971   | 8.46%  | 1,308   | 1.30%  | 201    | 1.30% | 201    |
| Trinity         | 37.38%  | 2,203     | 42.93% | 2,530   | 14.53% | 856     | 2.70%  | 159    | 2.46% | 145    |
| Placer          | 37.05%  | 34,981    | 52.75% | 49,808  | 6.93%  | 6,542   | 1.99%  | 1,875  | 1.29% | 1,221  |
| Mariposa        | 36.73%  | 2,920     | 50.02% | 3,976   | 9.17%  | 729     | 2.42%  | 192    | 1.66% | 132    |
| Madera          | 36.70%  | 11,254    | 53.85% | 16,510  | 7.15%  | 2,192   | 1.23%  | 376    | 1.08% | 330    |
| Colusa          | 36.60%  | 2,054     | 54.29% | 3,047   | 7.20%  | 404     | 0.75%  | 42     | 1.16% | 65     |
| Kern            | 36.56%  | 62,658    | 53.77% | 92,151  | 7.85%  | 13,452  | 0.75%  | 1,289  | 1.07% | 1,841  |
| El Dorado       | 36.33%  | 22,957    | 51.84% | 32,759  | 8.03%  | 5,077   | 2.28%  | 1,439  | 1.53% | 964    |
| Plumas          | 36.31%  | 3,540     | 50.31% | 4,905   | 9.43%  | 919     | 2.19%  | 214    | 1.76% | 172    |
| Tehama          | 35.66%  | 7,290     | 50.34% | 10,292  | 11.37% | 2,325   | 1.20%  | 245    | 1.42% | 291    |
| Nevada          | 35.56%  | 15,369    | 50.40% | 21,784  | 7.70%  | 3,330   | 4.85%  | 2,097  | 1.48% | 639    |
| Sutter          | 34.37%  | 8,504     | 57.64% | 14,264  | 6.20%  | 1,533   | 0.84%  | 208    | 0.95% | 236    |
| Inyo            | 34.36%  | 2,601     | 51.84% | 3,924   | 10.71% | 811     | 1.68%  | 127    | 1.40% | 106    |
| Lassen          | 33.60%  | 3,318     | 52.60% | 5,194   | 10.94% | 1,080   | 1.33%  | 131    | 1.54% | 152    |
| Sierra          | 33.57%  | 573       | 51.38% | 877     | 9.96%  | 170     | 2.34%  | 40     | 2.75% | 47     |
| Shasta          | 33.11%  | 20,848    | 55.17% | 34,736  | 9.33%  | 5,875   | 1.07%  | 675    | 1.31% | 827    |
| Glenn           | 32.04%  | 2,841     | 56.86% | 5,041   | 8.89%  | 788     | 0.96%  | 85     | 1.25% | 111    |
| Modoc           | 31.79%  | 1,368     | 53.10% | 2,285   | 12.27% | 528     | 1.14%  | 49     | 1.70% | 73     |